# Physaria purpurea
Physaria purpurea är en korsblommig växtart som först beskrevs av Asa Gray, och fick sitt nu gällande namn av O'kane och Al-shehbaz. Physaria purpurea ingår i släktet Physaria och familjen korsblommiga växter. Inga underarter finns listade i Catalogue of Life.